# Jefferson (Oklahoma)
Jefferson és un poble dels Estats Units a l'estat d'Oklahoma. Segons el cens del 2000 tenia 37 habitants.

## Demografia
Segons el cens del 2000, Jefferson tenia 37 habitants, 16 habitatges, i 11 famílies. La densitat de població era de 52,9 habitants per km².
Dels 16 habitatges en un 31,3% hi vivien nens de menys de 18 anys, en un 56,3% hi vivien parelles casades, en un 12,5% dones solteres, i en un 31,3% no eren unitats familiars. En el 31,3% dels habitatges hi vivien persones soles el 6,3% de les quals corresponia a persones de 65 anys o més que vivien soles. El nombre mitjà de persones vivint en cada habitatge era de 2,31 i el nombre mitjà de persones que vivien en cada família era de 2,91.
Per edats la població es repartia de la següent manera: un 18,9% tenia menys de 18 anys, un 10,8% entre 18 i 24, un 24,3% entre 25 i 44, un 29,7% de 45 a 60 i un 16,2% 65 anys o més.
L'edat mediana era de 42 anys. Per cada 100 dones de 18 o més anys hi havia 150 homes.
La renda mediana per habitatge era de 30.000 $ i la renda mediana per família de 43.000 $. Els homes tenien una renda mediana de 30.417 $ mentre que les dones 28.750 $. La renda per capita de la població era de 16.292 $. Entorn del 20% de les famílies i el 18,9% de la població estaven per davall del llindar de pobresa.

## Poblacions més properes
El següent diagrama mostra les poblacions més properes.